# É (álbum)
É é o álbum de estreia da cantora Duda Brack, lançado em 7 de abril de 2015 de forma independente pela cantora, o disco é produzido por Bruno Giorgi, filho de Lenine.

## Arte da capa
Duda revelou que durante o processo de produção do disco esteve pesquisando referências pra capa do disco, e não encontrava, uns dois meses antes de entregar o disco encontrou uma foto da húngara Flora Borsi, assim escreveu para a artista. Borsi respondeu dizendo que amou o disco e adoraria assinar a capa mas a imagem que Duda ficou interessa ela não poderia ceder pois já havia vendido para o Adobe Photoshop. Mas apresentou a Duda imagens de uma outra série, no qual a cantora se interessou, e escolheu uma delas para ser a capa do disco.

## Recepção

### Crítica
| Críticas profissionais | Críticas profissionais |
| Avaliações da crítica  | Avaliações da crítica  |
| Fonte                  | Avaliação              |
| ---------------------- | ---------------------- |
| Notas Musicais         | [ 4 ]                  |
| Folha de S.Paulo       | [ 5 ]                  |

É recebeu críticas positivas da maioria dos críticos. Mauro Ferreira do Notas Musicais classificou o álbum em 5 estrelas, e encheu Duda Brack de elogios, citando "caprichosa" (a ponto de dar sua voz somente às músicas de sua turma), "agressiva" (a ponto de falar a língua do rock sem papas na língua), "incendiária" (a ponto de abrasar cada música com seu canto fervido) e "ensandecida" (a ponto de debutar nesse mercado já por si insano com álbum suicida em termos comerciais).
Thales de Menezes, do jornal Folha de S.Paulo, classificou o álbum em 3 estrelas, elogiou a voz e performance da cantora, mas citou que como a cantora ainda é jovem às vezes alcança graves e certa rouquidão que costumam aparecer em roqueiras maduras

## Lista de faixas
| N.º            | Título             | Compositor(es)               | Duração  |  |
| 1.             | "Eu Sou o Ar"      | César Lacerda                | 3:06     |  |
| 2.             | "Vaza"             | Taís Feijão                  | 3:21     |  |
| 3.             | "Lata de Tinta"    | Paulo Monarco, Elio Camalle  | 3:26     |  |
| 4.             | "Dez Dias"         | Dani Black                   | 3:54     |  |
| 5.             | "Venha"            | Paulo Monarco, Celso Viáfora | 3:58     |  |
| 6.             | "Te Ver Chegar"    | Paulo Novaes                 | 2:51     |  |
| 7.             | "Cadafalso"        | Carlos Posada                | 5:42     |  |
| 8.             | "A Casa Não Cairá" | Caio Prado                   | 3:55     |  |
| Duração total: | Duração total:     | Duração total:               | 00:30:13 |  |